# Albella y Jánovas
Albella y Jánovas fue un municipio español de la provincia de Huesca.

## Historia
El municipio se creó de cara al censo de 1897 con la incorporación del territorio de los antiguos ayuntamientos de Jánovas y Albella y Planillo. Desapareció en 1974 al incorporarse al de Fiscal.

## Demografía
| Gráfica de evolución demográfica de Albella y Jánovas entre 1897 y 1970 |
| |
| Población de derecho según los censos de población del INE Población de hecho según los censos de población del INEEntre el censo de 1981 y el anterior, este municipio desaparece porque se integra en el municipio 22109 (Fiscal) Entre el censo de 1897 y el anterior, aparece este municipio porque se fusionan los municipios 22508 (Albella y Planillo) y 22578 (Jánovas) |